# Paavo Heininen
Paavo Johannes Heininen (ur. 13 stycznia 1938 w Helsinkach, zm. 18 stycznia 2022 w Järvenpää) – fiński kompozytor.

## Życiorys
Początkowo kształcił się prywatnie u Usko Meriläinena. W latach 1956–1960 studiował w Akademii Sibeliusa w Helsinkach, gdzie jego nauczycielami byli Aarre Merikanto, Einojuhani Rautavaara, Einar Englund i Joonas Kokkonen. Uzupełniające studia muzyczne odbył w Hochschule für Musik w Kolonii u Bernda Aloisa Zimmermanna (1960–1961) oraz w Juilliard School of Music w Nowym Jorku u Vincenta Persichettiego i Edwarda Steuermanna (1961–1962). Uczył się też prywatnie u Witolda Lutosławskiego. W latach 1963–1966 wykładał w akademii muzycznej w Turku, następnie od 1966 roku był wykładowcą Akademii Sibeliusa.
Poza komponowaniem występował także jako pianista i dyrygent, tworzył też programy koncertowe.

## Twórczość
Był twórcą eklektycznym, łączącym różnorodne prądy muzyki XX-wiecznej. Korzystał zarówno z wpływów neoklasycznych, jak i dodekafonii czy serializmu. Jego twórczość cechuje się złożonym kontrapunktem i intensywną liryką, później także elementami aleatoryzmu, pomimo warsztatowego dopracowania brak jej jednak rysów indywidualnych.

## Wybrane kompozycje
(na podstawie materiałów źródłowych)

### Utwory orkiestrowe
- 4 symfonie (I 1958, II „Petite symphonie joyeuse” 1962, III 1969 zrewid. 1977, IV 1972)
- Preambolo (1959)
- Tripartita (1959)
- Koncert na smyczki (1959, zrewid. 1963)
- Soggetto (1963)
- Adagio... concerto per orchestra in forma di variazioni... (1963, zrewid. 1966)
- 3 koncerty fortepianowe (I 1964, II 1966, III 1981)
- Arioso na smyczki (1967)
- Deus chansons na wiolonczelę i orkiestrę (1976)
- Tritopos (1977)
- Dia (1979)
- Attitude (1980)
- ...floral view with maidens singing na orkiestrę kameralną (1982)
- Dicta, „Nonette avec milieu” na 9 wykonawców i 14 wykonawców wśród publiczności (1983)
- Koncert saksofonowy (1983)
- KauToKei na podwójną orkiestrę smyczkową (1985)
- Lamentation and Praise (1995)
- 5 Lightnings (1997)

### Utwory kameralne
- Kwintet na flet, saksofon, fortepian, wibrafon i perkusję (1961)
- Musique d’été na flet, klarnet, skrzypce, wiolonczelę, klawesyn, wibrafon i perkusję (1963, zrewid. 1967)
- Discantus I na flet altowy (1965)
- Dicantus II na klarnet (1969)
- Poesie des pensées na wiolonczelę (1970)
- Cantilena I na altówkę lub skrzypce lub wiolonczelę (1970)
- Cantilena II na wiolonczelę (1970)
- Sonata skrzypcowa (1970)
- Deux chansons na wiolonczelę i fortepian (1974)
- Kwartet smyczkowy (1974)
- Cantilena III na skrzypce (1976)
- Discantus III na saksofon altowy (1976)
- Gymel na fagot i taśmę (1978)
- Touching na gitarę (1978)
- Jeu I na flet i fortepian (1980)
- Jeu II na skrzypce i fortepian (1980)
- Beateth na perkusję (1982)

### Utwory fortepianowe
- Toccata (1956)
- Sonatina (1957)
- Libretto della primavera (1971)
- Poesia squillante ed incandescente (1974)
- Préludes-études-poèmes (1974)
- Poesies-periphrases (1975)
- Triple apercu d’une amie qui fut (1984)
- Cinq moments de jour (1984)

### Utwory organowe
- Oculus aquilae-trittico (1968)
- ...irdisch gewesen zu sein (1972)
- ...des Säglichen Zeit (1972)

### Utwory wokalno-instrumentalne
- Canto di Natale na sopran i fortepian (1961)
- Cantico delle creature na baryton i orkiestrę (1968)
- Schatten der Erde na mezzosopran i fortepian (1973)
- Love’s Philosophy na tenora i fortepian (1973)
- Reality na sopran i 10 instrumentów (1978)
- Virsi-81 na chór i organy (1981)

### Opera
- Veitsi (wyst. Helsinki 1989)

### Muzyka elektroakustyczna
- Maiandros (1977)